# Filmstrook

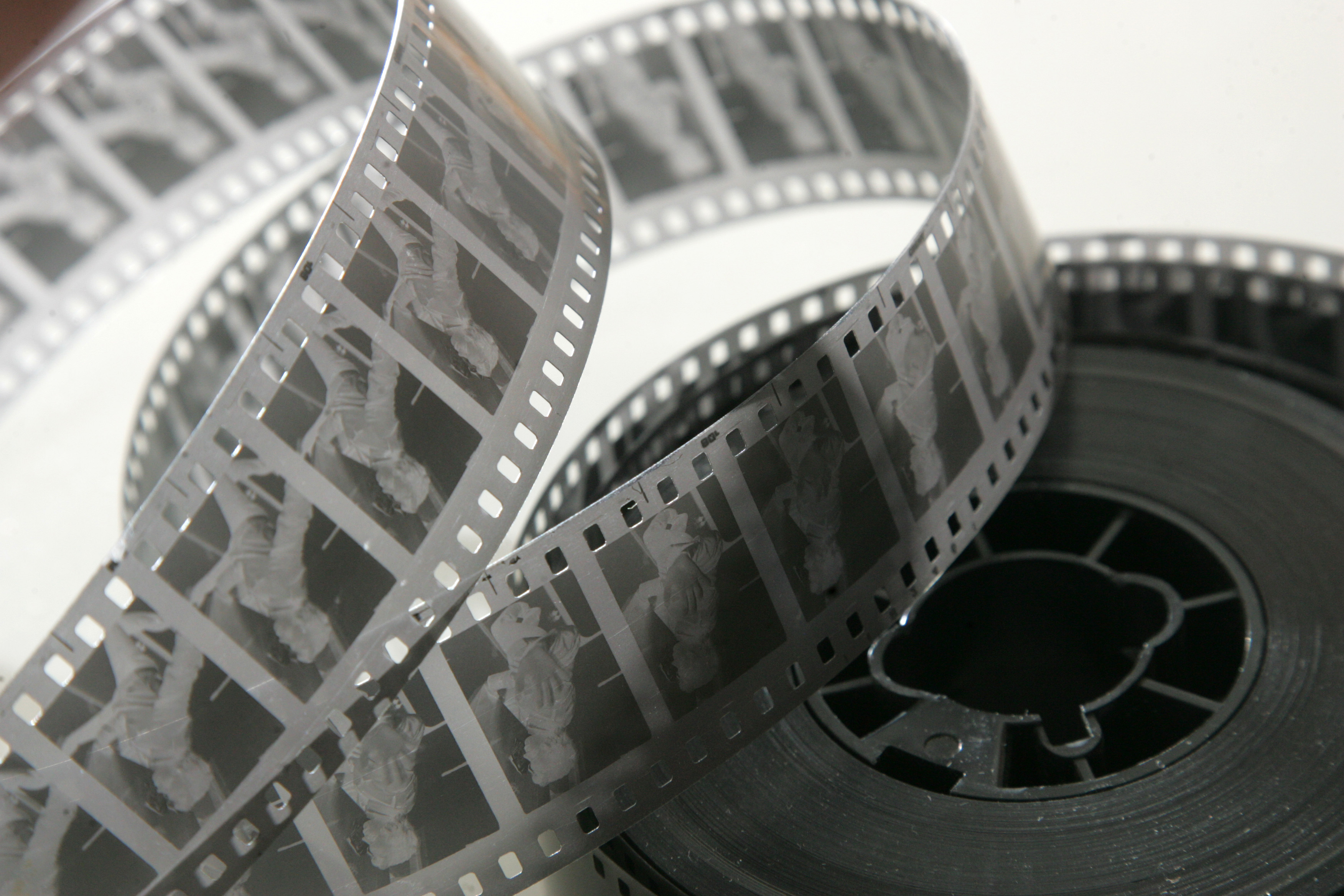
Een 35mm-film.

Een filmstrook is een strook celluloid waarop lichtgevoelig materiaal is aangebracht voor fotografie of cinematografie.
Filmstroken worden in een aantal standaardmaten gemaakt met breedten van 70 mm, 35 mm, 16 mm en 8 mm.
Ze zijn langs de randen op gestandaardiseerde afstanden geperforeerd.
Een rolfilm is meestal 60 mm breed, zonder perforaties.
De strook van 35 mm wordt gebruikt voor kleinbeeldfotografie maar ook voor de meeste bioscoopfilms.
Het lichtgevoelige materiaal op de film kan zijn voor zwart-witnegatieven, kleurennegatieven en kleurendia's.
In het laatste geval wordt met een speciale ontwikkelmethode (het omkeerprocedé) bereikt dat het resulterende beeld meteen voor beschouwing geschikt is.